# Bilbao metróhálózata
A bilbaói metróhálózat a spanyolországi Bilbao tömegközlekedésének fontos eleme. A rendszer teljes hosszúsága 43,28 km, 3 vonalán 48 állomás található (ebből 31 a föld alatt, 17 a felszínen). 2017-ben 91 474 814 utas utazott a metrón, ezzel a harmadik legforgalmasabb spanyol metróüzem a madridi és a barcelonai után.
A jövőben további három vonal építése várható, melyből egy a repülőtérre vezet majd.

## Állomások
| Állomás                         | Megnyitás          | Vonal                                                                      | Szomszédos állomások                                   | Kép |
| ------------------------------- | ------------------ | -------------------------------------------------------------------------- | ------------------------------------------------------ | --- |
| Abando                          | 1995. november 11. | 1-es metróvonal 2-es metróvonal                                            | Zazpikaleak/Casco Viejo Station Moyua                  |     |
| Abatxolo                        | 2007. január 20.   | 2-es metróvonal                                                            | Sestao Portugalete                                     |     |
| Aiboa                           | 1995. november 11. | 1-es metróvonal                                                            | Neguri Algorta                                         |     |
| Algorta                         | 1995. november 11. | 1-es metróvonal                                                            | Aiboa Bidezabal                                        |     |
| Ansio                           | 2002. április 13.  | 2-es metróvonal                                                            | Gurutzeta/Cruces Barakaldo                             |     |
| Areeta                          | 1995. november 11. | 1-es metróvonal                                                            | Lamiako Gobela                                         |     |
| Ariz                            | 2011. február 28.  | 2-es metróvonal                                                            | Basauri Etxebarri Zuhatzu train station                |     |
| Astrabudua                      | 1995. november 11. | 1-es metróvonal                                                            | Erandio Leioa                                          |     |
| Bagatza                         | 2002. április 13.  | 2-es metróvonal                                                            | Barakaldo Urbinaga metro station                       |     |
| Barakaldo                       | 2002. április 13.  | 2-es metróvonal                                                            | Ansio Bagatza                                          |     |
| Basarrate                       | 1997. július 5.    | 1-es metróvonal 2-es metróvonal                                            | Bolueta Station Santutxu                               |     |
| Basauri                         | 2011. november 11. | 2-es metróvonal                                                            | Ariz                                                   |     |
| Berango                         | 1995. november 11. | 1-es metróvonal                                                            | Larrabasterra Ibarbengoa station                       |     |
| Bidezabal                       | 1995. november 11. | 1-es metróvonal                                                            | Algorta Ibarbengoa station                             |     |
| Bolueta Station                 | 1997. július 5.    | 1-es metróvonal 2-es metróvonal Bilbao villamosvonal-hálózata              | Etxebarri Basarrate                                    |     |
| Deusto                          | 1995. november 11. | 1-es metróvonal 2-es metróvonal                                            | San Mamés Sarriko                                      |     |
| Erandio                         | 1995. november 11. | 1-es metróvonal                                                            | Lutxana Astrabudua                                     |     |
| Estación de Matiko              | 2017. április 8.   | 3-es metróvonal E3 linea E1 linea 1D E4 linea                              | Uribarri station Ola train station                     |     |
| Estación de Otxarkoaga          | 2017. április 8.   | 3-es metróvonal E3 linea E1 linea 1D E4 linea                              | Kukullaga Txurdinaga                                   |     |
| Estación de San Ignazio         | 1995. november 11. | 1-es metróvonal 2-es metróvonal                                            | Sarriko Lutxana Gurutzeta/Cruces                       |     |
| Etxebarri                       | 2005. január 5.    | 1-es metróvonal 2-es metróvonal                                            | Ariz Bolueta Station Kukullaga                         |     |
| Gobela                          | 1996. június 24.   | 1-es metróvonal                                                            | Areeta Neguri                                          |     |
| Gurutzeta/Cruces                | 2002. április 13.  | 2-es metróvonal                                                            | Estación de San Ignazio Ansio                          |     |
| Ibarbengoa station              | 2020. június 15.   | 1-es metróvonal                                                            | Bidezabal Berango                                      |     |
| Indautxu                        | 1995. november 11. | 1-es metróvonal 2-es metróvonal                                            | Moyua San Mamés                                        |     |
| Kabiezes                        | 2014. június 28.   | 2-es metróvonal                                                            | Santurtzi                                              |     |
| Kukullaga                       | 2017. április 8.   | 3-es metróvonal E3 linea E4 linea E1 linea 1D                              | Estación de Otxarkoaga Etxebarri Etxebarri station     |     |
| Lamiako                         | 1995. november 11. | 1-es metróvonal                                                            | Leioa Areeta                                           |     |
| Larrabasterra                   | 1995. november 11. | 1-es metróvonal                                                            | Berango Sopelana                                       |     |
| Leioa                           | 1995. november 11. | 1-es metróvonal                                                            | Astrabudua Lamiako                                     |     |
| Lutxana                         | 1995. november 11. | 1-es metróvonal Lutxana-Sondika-vasútvonal                                 | Estación de San Ignazio Erandio Sangroiz train station |     |
| Moyua                           | 1995. november 11. | 1-es metróvonal 2-es metróvonal                                            | Abando Indautxu Estación de Abando Indalecio Prieto    |     |
| Neguri                          | 1995. november 11. | 1-es metróvonal                                                            | Gobela Aiboa                                           |     |
| Peñota                          | 2009. július 4.    | 2-es metróvonal Line C-1                                                   | Portugalete Santurtzi                                  |     |
| Plentzia                        | 1995. november 11. | 1-es metróvonal                                                            | Urduliz                                                |     |
| Portugalete                     | 2007. január 20.   | 2-es metróvonal                                                            | Abatxolo Peñota                                        |     |
| Santurtzi                       | 2009. július 4.    | 2-es metróvonal Mamariga shuttle                                           | Peñota Kabiezes Mamariga station                       |     |
| Santutxu                        | 1997. július 5.    | 1-es metróvonal 2-es metróvonal                                            | Basarrate Zazpikaleak/Casco Viejo Station              |     |
| Sarriko                         | 1995. november 11. | 1-es metróvonal 2-es metróvonal                                            | Deusto Estación de San Ignazio                         |     |
| Sestao                          | 2005. január 8.    | 2-es metróvonal                                                            | Urbinaga metro station Abatxolo                        |     |
| Sopelana                        | 1995. november 11. | 1-es metróvonal                                                            | Larrabasterra Urduliz                                  |     |
| Txurdinaga                      | 2017. április 8.   | 3-es metróvonal E3 linea E1 linea 1D E4 linea                              | Estación de Otxarkoaga Zurbaranbarri                   |     |
| Urbinaga metro station          | 2002. április 13.  | 2-es metróvonal                                                            | Bagatza Sestao                                         |     |
| Urduliz                         | 1995. november 11. | 1-es metróvonal                                                            | Sopelana Plentzia                                      |     |
| Uribarri station                | 2017. április 8.   | 3-es metróvonal E3 linea E1 linea 1D E4 linea                              | Zazpikaleak/Casco Viejo Station Estación de Matiko     |     |
| Zazpikaleak/Casco Viejo Station | 1995. november 11. | 1-es metróvonal 2-es metróvonal 3-es metróvonal E3 linea E1 linea E4 linea | Santutxu Abando Zurbaranbarri Uribarri station         |     |
| Zurbaranbarri                   | 2017. április 8.   | 3-es metróvonal E3 linea E1 linea 1D E4 linea                              | Txurdinaga Zazpikaleak/Casco Viejo Station             |     |